# Burg Weiler (Münzdorf)
Die Burg Weiler ist eine abgegangene Gipfelburg auf einem 649,9 m ü. NN hohen Kalvarienberg südlich der Burg Derneck über der Lauter und nördlich des Stadtteils Münzdorf der Stadt Hayingen im Landkreis Reutlingen in Baden-Württemberg.
Auf die Erbauungszeit der vermutlich von den Herren von Gundelfingen erbauten Burg 1100 bis 1150 weisen Keramikfunde hin. Vor 1200 war die Burg vermutlich schon aufgegeben und dem Verfall überlassen. 1825 wurde die Burg als „Käfle“ und „Burgstall“ erwähnt und war später im Besitz der Stadt Hayingen.
Da auf dem 5 mal 4 Meter großen Gipfelplateau kein Platz für größere Gebäude war, ist nur ein Wohn- oder Wachturm denkbar. Etwa 8 Meter unterhalb umzog den Berggipfel auf drei Seiten ein Wall- und Grabensystem, von dem noch deutliche Reste erhalten sind.